# پدرو لوپز (بازیکن فوتبال، زاده ۱۹۹۷)
پدرو لوپز (انگلیسی: Pedro López؛ زادهٔ ۲۱ ژانویهٔ ۱۹۹۷) بازیکن فوتبال اهل اسپانیا است.
از باشگاه‌هایی که در آن بازی کرده‌است می‌توان به باشگاه فوتبال لوگو اشاره کرد.